# Avversione al rischio
In economia, l'avversione al rischio è la proprietà che caratterizza un agente economico che preferisce sempre un ammontare certo rispetto a una quantità aleatoria. Caratterizzando più in generale l'atteggiamento di un agente economico nei confronti del rischio, si parla di:
- Avversione al rischio se un agente preferisce sempre ottenere con certezza il valore atteso di una data quantità aleatoria rispetto alla quantità aleatoria stessa;
- Neutralità al rischio se un agente è sempre indifferente tra valore atteso di una quantità aleatoria e la quantità aleatoria stessa;
- Propensione al rischio (o amore per il rischio) se un agente preferisce sempre una data quantità aleatoria rispetto a ottenere il suo valore atteso con sicurezza.

Nel contesto della teoria dell'utilità attesa, si consideri un agente economico le cui preferenze su un insieme di lotterie {\displaystyle {\mathcal {L}}} (ossia, di distribuzioni di probabilità su un insieme di possibili esiti) sono rappresentate da una 
funzione di utilità attesa:
{\displaystyle U(F)=\int u(x)dF(x)}
dove {\displaystyle F} è una generica funzione di ripartizione di {\displaystyle {\mathcal {L}}} e {\displaystyle u} è una funzione di utilità Bernoulliana (avente cioè per argomento un valore non aleatorio {\displaystyle x}). L'agente economico si dirà allora avverso al rischio se:
{\displaystyle u\left(\int xdF(x)\right)\geq \int u(x)dF(x)=U(x)}
per ogni lotteria {\displaystyle F\in {\mathcal {L}}}.

## Avversione al rischio e concavità delle funzioni di utilità
La relazione sopra presentata:
{\displaystyle u\left(\int xdF(x)\right)\geq \int u(x)dF(x)}
è anche nota come disuguaglianza di Jensen, e può essere utilizzata per definire il concetto di concavità di una funzione. In altre parole, la proprietà di avversione al rischio è matematicamente equivalente alla proprietà di concavità della funzione di utilità di risultati certi (utilità Bernoulliana) {\displaystyle u(\cdot )}. Allo stesso modo, la propensione al rischio risulterà dalla convessità delle funzioni di utilità; si avrà invece neutralità al rischio nel caso di funzioni di utilità lineari (cioè al contempo concave e convesse).

### Coefficiente di avversione al rischio assoluta
Sulla base della precedente osservazione sulla relazione tra avversione al rischio e concavità, appare ragionevole costruire una misura del grado di avversione al rischio di un agente economico basata su quanto la sua funzione di utilità è concava. Una possibile misura è il coefficiente di avversione al rischio assoluta di Arrow-Pratt, definito come:
{\displaystyle R_{A}(x)=-{\frac {u''(x)}{u'(x)}}}
dove {\displaystyle u'}, {\displaystyle u''} sono le derivate prima e seconda della funzione di utilità Bernoulliana {\displaystyle u}. Le ragioni alla base della scelta di tale coefficiente sono intuitive: una funzione sarà concava se la sua derivata seconda è negativa (da cui la proporzionalità di {\displaystyle R_{A}} a {\displaystyle u''}); la normalizzazione tramite {\displaystyle u'} è finalizzata a rendere il valore di {\displaystyle R_{A}} indipendente dall'unità di misura adottata, così che {\displaystyle R_{A}} è un numero puro, da cui l'aggettivo assoluto.
In base al coefficiente di avversione al rischio assoluta, una funzione di utilità si definisce:
- CARA (dall'inglese Constant Absolute Risk Aversion), o funzione di utilità con avversione al rischio assoluta costante, se {\displaystyle R_{A}(x)} è costante rispetto a {\displaystyle x};
- DARA (dall'inglese Decreasing Absolute Risk Aversion), o funzione di utilità con avversione al rischio assoluta decrescente, se {\displaystyle R_{A}(x)} decresce al crescere di {\displaystyle x};
- IARA (dall'inglese Increasing Absolute Risk Aversion), o funzione di utilità con avversione al rischio assoluta crescente, se {\displaystyle R_{A}(x)} cresce al crescere di {\displaystyle x}.

L'ipotesi di DARA è di norma giustificata sulla base della regolarità empirica per cui individui che dispongono di maggiore ricchezza sarebbero più propensi a correre rischi. 
Niente vieta d'altra parte, che una funzione di utilità sia, ad esempio, CARA per dati livelli di ricchezza e DARA per livelli diversi. Una classe di funzione di utilità di notevole rilevanza in ambito teorico è poi la classe HARA (dall'inglese Hyperbolic Absolute Risk Aversion) o funzione di utilità con avversione al rischio assoluta iperbolica.

### Coefficiente di avversione al rischio relativa
Una misura differente dell'avversione al rischio è data dal coefficiente di avversione al rischio relativa, definito come:
{\displaystyle R_{R}(x)=-x{\frac {u''(x)}{u'(x)}}}
Una funzione di utilità che ha una certa rilevanza in ambito teorico è la CRRA (dall'inglese Constant Relative Risk Aversion) o funzione di utilità con avversione al rischio relativa costante.
Il coefficiente di avversione al rischio relativa coincide con l'elasticità dell'utilità marginale (Elasticity of Marginal Utility). Tale elasticità, in caso di variazioni infinitesimali, è infatti uguale a:
{\displaystyle EMU(x)=-{\frac {d\ln u'(x)}{d\ln x}}}
dove {\displaystyle u'(x)} è l'utilità marginale; da cui, utilizzando la regola della catena, si ottiene: 
{\displaystyle EMU(x)=-{\frac {x}{u'(x)}}{\frac {du'(x)}{dx}}=R_{R}(x)}

### Tolleranza del rischio
Un ulteriore indice dell'atteggiamento di un agente economico nei confronti del rischio è dato dal coefficiente di tolleranza del rischio, definito come:
{\displaystyle T(x)={\frac {1}{R_{A}(x)}}}

## Equivalente certo, premio per il rischio e approssimazione di Arrow-Pratt

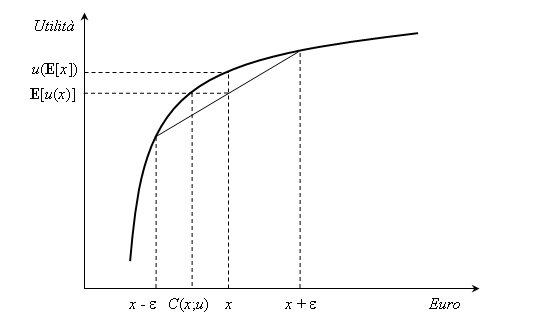
Illustrazione del concetto di avversione al rischio. Il grafico rappresenta una curva di utilità per un consumatore avverso al rischio, individuando il certo equivalente di una lotteria (variabile casuale) con valore atteso x.

Un'intuitiva giustificazione dei coefficienti introdotti sopra è stata sviluppata, in maniera indipendente, dagli economisti Arrow e Pratt. Si definisca l'equivalente certo di una lotteria aleatoria {\displaystyle {\tilde {x}}} (in questo caso con il termine lotteria, si definisce una variabile casuale; dal momento che una variabile casuale è individuata univocamente dalla sua funzione di ripartizione, ciò è comunque coerente con la definizione data in precedenza) come {\displaystyle C({\tilde {x}};u)} tale che:
{\displaystyle u(C({\tilde {x}};u))={\textrm {E}}[u({\tilde {x}})]}
così che {\displaystyle \ C({\tilde {x}};u)=u^{-1}({\textrm {E}}[u({\tilde {x}})])} se la funzione {\displaystyle u} è invertibile. Un consumatore sarà in altre parole indifferente tra ottenere il paniere di consumo rappresentato dall'equivalente certo con certezza, o il consumo aleatorio derivante dalla lotteria {\displaystyle {\tilde {x}}}. Si definisca inoltre il premio per il rischio di {\displaystyle {\tilde {x}}} come:
{\displaystyle \pi ={\textrm {E}}[{\tilde {x}}]-C({\tilde {x}};u)}
In altre parole, {\displaystyle \pi } è il premio atteso minimo che un consumatore richiede rispetto al consumo certo rappresentato da {\displaystyle C({\tilde {x}};u)} per optare per un consumo aleatorio, derivante dalla lotteria {\displaystyle {\tilde {x}}}. Com'è lecito attendersi, la funzione di utilità di un consumatore avverso al rischio esibirà un premio per il rischio positivo per ogni lotteria di {\displaystyle {\mathcal {L}}}.
Il concetto di certo equivalente è illustrato nella figura. Si considera una lotteria {\displaystyle {\tilde {x}}}, che può assumere i valori (monetari, espressi in Euro, per meglio visualizzare l'esempio) {\displaystyle x+\varepsilon } o {\displaystyle x-\varepsilon } con uguale probabilità; il valore atteso di tale lotteria è dunque {\displaystyle {\mbox{E}}[{\tilde {x}}]=x}. Per un consumatore avverso al rischio, ossia le cui curve di utilità sono concave, l'utilità attesa derivante da {\displaystyle {\tilde {x}}}:
{\displaystyle U({\tilde {x}})={\mbox{E}}[u({\tilde {x}})]={\frac {1}{2}}u(x+\varepsilon )+{\frac {1}{2}}u(x-\varepsilon )}
è minore dell'utilità Bernoulliana derivante dal valore atteso di {\displaystyle {\tilde {x}}}, {\displaystyle u(x)}. La figura illustra inoltre il certo equivalente della lotteria {\displaystyle {\tilde {x}}}, {\displaystyle C({\tilde {x}};u)}.
Si consideri ora un consumatore, avente ricchezza iniziale {\displaystyle x_{0}}, a cui si propone una lotteria {\displaystyle {\tilde {x}}}; valgono le seguenti approssimazioni, basate su espansioni di Taylor:
{\displaystyle u(x_{0}+C({\tilde {x}};u))\approx u(x_{0})+u'(x_{0})C({\tilde {x}};u)=u(x_{0})+u'(x_{0})({\textrm {E}}[{\tilde {x}}]-\pi )}
{\displaystyle {\textrm {E}}[u(x_{0}+{\tilde {x}})]\approx u(x_{0})+u'(x_{0}){\textrm {E}}[{\tilde {x}}]+{\frac {1}{2}}u''(x_{0}){\textrm {E}}\left[{\tilde {x}}^{2}\right]}
Uguagliando le due espressioni ed esplicitando {\displaystyle \pi } si ottiene:
{\displaystyle \pi \approx -{\frac {1}{2}}{\textrm {E}}\left[{\tilde {x}}^{2}\right]{\frac {u''(x_{0})}{u'(x_{0})}}={\frac {1}{2}}{\textrm {E}}\left[{\tilde {x}}^{2}\right]R_{A}(x_{0})}
determinando così una relazione (seppure approssimata) tra premio per il rischio e coefficiente di avversione al rischio assoluta. Questa relazione è nota come approssimazione di Arrow-Pratt.
Su questa stessa linea di ragionamento, alcuni autori introducono il concetto di premio per il rischio relativo e, dividendo ambo i membri della relazione sopra per {\displaystyle x_{0}}, ottengono:
{\displaystyle \pi _{R}={\frac {\pi }{x_{0}}}\approx {\frac {1}{2}}{\frac {{\textrm {E}}\left[{\tilde {x}}^{2}\right]}{x_{0}}}R_{A}(x_{0})={\frac {1}{2}}{\textrm {E}}\left[\left({\frac {\tilde {x}}{x_{0}}}\right)^{2}\right]R_{R}(x_{0})}

### Teorema di Arrow-Pratt
Un importante risultato, noto come teorema di Arrow-Pratt, consente di paragonare il grado di avversione al rischio di due agenti economici. Si considerino dunque due consumatori, caratterizzati da funzioni di utilità Bernoulliane {\displaystyle u(\cdot )} e {\displaystyle v(\cdot )}; le tre seguenti proposizioni sono equivalenti:
1. Esiste una funzione {\displaystyle f(\cdot )} tale che {\displaystyle f'(x)>0~\forall x}, {\displaystyle f''(x)<0~\forall x}, e: {\displaystyle \ u(x)=f(v(x))~\forall x};
2. Per ogni lotteria {\displaystyle {\tilde {x}}}, {\displaystyle \pi _{u}({\tilde {x}})>\pi _{v}({\tilde {x}})}, dove {\displaystyle \pi _{u}}, {\displaystyle \pi _{v}} denotano i premi per il rischio richiesti rispettivamente dal consumatore dotato di utilità {\displaystyle u} e dal consumatore dotato di utilità {\displaystyle v};
3. Il coefficiente di avversione al rischio assoluta associato a {\displaystyle u} è sempre maggiore di quello associato a {\displaystyle v}:

{\displaystyle \ -{\frac {u''(x)}{u'(x)}}>-{\frac {v''(x)}{v'(x)}}}
Nelle ipotesi sopra, si afferma che il consumatore dotato di utilità {\displaystyle u(\cdot )} è più avverso al rischio di quello dotato di utilità {\displaystyle v(\cdot )}. Equivalentemente, si può dire che un agente sia maggiormente avverso al rischio di un altro se la sua funzione di utilità consiste in una trasformazione concava della funzione dell'altro agente.

## Avversione al rischio nella teoria del prospetto
In una serie di lavori pubblicati a partire dagli anni settanta, Daniel Kahneman e Amos Tversky introdussero una teoria delle decisioni alternativa al quadro assiomatico dell'utilità attesa à la Von Neumann-Morgenstern, nota come teoria del prospetto. Nella teoria del prospetto, un individuo effettua le sue scelte in un contesto aleatorio sulla base di una value function (letteralmente "funzione valore"), che sostituisce la funzione di utilità, e pesando il "valore," derivante dalla value function, di ciascun possibile esito di una scelta tramite una trasformazione della probabilità ad esso associata.
In altri termini, se nel contesto della teoria dell'utilità attesa la valutazione di una lotteria aleatoria {\displaystyle {\tilde {x}}} a valori discreti {\displaystyle x_{1},\ldots ,x_{n}}, a cui sono associate probabilità {\displaystyle p_{1},\ldots ,p_{n}} è data da:
{\displaystyle {\mbox{E}}[u({\tilde {x}})]=\sum _{i=1}^{n}p_{i}u(x_{i})}
nella teoria del prospetto {\displaystyle {\tilde {x}}} è un prospetto; denotando tramite {\displaystyle v(\cdot )} la value function, il suo valore atteso è:
{\displaystyle V({\tilde {x}})=\sum _{i=1}^{n}\pi (p_{i})v(x_{i})}
dove {\displaystyle \pi (\cdot )} è una trasformazione, nonlineare, delle probabilità {\displaystyle p_{i}}.

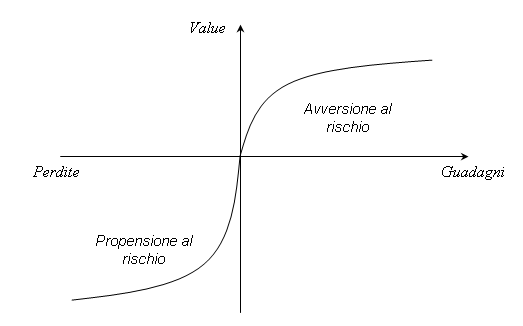
Illustrazione della value function utilizzata nella teoria del prospetto.

Il valore aggiunto della teoria del prospetto rispetto all'utilità attesa di tipo tradizionale deriva dal suo fondamento empirico. La teoria del prospetto di Kahneman e Tversky ha infatti origine nei risultati sperimentali della ricerca condotta nell'ambito della psicologia cognitiva.
In particolare, risultati sperimentali consentono di motivare la scelta di una value function caratterizzata da avversione al rischio (ossia, concavità) nel dominio dei «guadagni», e da propensione al rischio (ossia, convessità) nel dominio delle «perdite», come illustrato in figura. Guadagni e perdite sono in questo caso definiti sulla base di un punto di riferimento determinato dalle condizioni della scelta, ovvero da come il contesto di scelta è presentato al decisore (si parla al riguardo di effetto framing, per cui la stessa situazione di scelta, presentata diversamente, può condurre a decisioni diverse da parte del decisore; questo avrebbe luogo perché la presentazione della situazione di scelta influenzerebbe la posizione del punto di riferimento per la value function).
Un'ulteriore caratteristica della value function è la maggiore pendenza della funzione nel dominio delle perdite; questa proprietà è efficacemente resa dall'espressione inglese losses loom larger than gains: le perdite hanno maggior valore dei guadagni, agli occhi del decisore. Il risultato è che non solo il decisore sarà propenso a correre rischi qualora gli esiti di una data decisione siano presentati come perdite; questo effetto sarà inoltre amplificato, tramite la pendenza della value function.